# Ноаптеша
Ноаптеша (рум. Noapteșa) — село у повіті Мехедінць в Румунії. Входить до складу комуни Сісешть.
Село розташоване на відстані 258 км на захід від Бухареста, 24 км на північний схід від Дробета-Турну-Северина, 91 км на північний захід від Крайови.

## Населення
За даними перепису населення 2002 року у селі проживала 801 особа, з них 800 осіб (99,9%) румунів. Усі жителі села рідною мовою назвали румунську.